# Bonäsbåset
Bonäsbåset är en sjö i kommunen Raseborg i landskapet Nyland i Finland. Sjön ligger 0,7 meter över havet. Arean är 58 hektar och strandlinjen är 6,66 kilometer lång. Sjön  ingår i Skärgårdshavets kustområde, Åland.   Den ligger omkring 88 km väster om Helsingfors. 